# Cratere Picard
Picard è un cratere lunare collocato nella parte ovest del Mare Crisium. Ad ovest c'è il cratere Yerkes. Ad est c'è il cratere Curtis. È il cratere più grande del Mare Crisium ed ha a nord-nordovest il cratere Peirce. Il cratere prende il nome dall'astronomo e geodeta francese Jean Picard.

Il cratere con le strutture vicine in formato selenocromatico

## Caratteristiche
Picard è un cratere che si è formato nel periodo Eratosteniano, e cioè dai 3,2 agli 1,1 milioni di anni fa circa. Dentro Picard c'è una serie di detriti che i sismologi hanno attribuito ad un impatto col suolo lunare. Il punto più profondo del cratere è di approssimativamente 2000 metri sotto la superficie. Il cratere picard ha inoltre al suo interno una piccola collina centrale.

## Crateri correlati
Alcuni crateri minori situati in prossimità di Picard sono convenzionalmente identificati, sulle mappe lunari, attraverso una lettera associata al nome.
| Picard | Latitudine | Longitudine | Diametro |
| ------ | ---------- | ----------- | -------- |
| K      | 9.7° N     | 54.5° E     | 8 km     |
| L      | 10.3° N    | 54.3° E     | 8 km     |
| M      | 10.3° N    | 54.0° E     | 9 km     |
| N      | 10.5° N    | 53.6° E     | 20 km    |
| P      | 8.9° N     | 53.7° E     | 7 km     |
| Y      | 13.2° N    | 60.1° E     | 6 km     |

Questi crateri sono stati anche rinominati dall'Unione Astronomica Internazionale:
- Picard G — vedi cratere Tebbutt.
- Picard H — vedi cratere Shapley.
- Picard X — vedi cratere Fahrenheit.
- Picard Z — vedi cratere Curtis.